# Thad Jakubowski
Thaddeus "Thad" Joseph Jakubowski (ur. 5 kwietnia 1924 w Chicago, zm. 14 lipca 2013 tamże) – amerykański biskup katolicki polskiego pochodzenia. 

## Życiorys
Święcenia kapłańskie przyjął 3 maja 1950. W lutym 1988 mianowany biskupem pomocniczym archidiecezji Chicago oraz tytularnym biskupem Plestia. Przeszedł na emeryturę w styczniu 2003.
Odznaczony Krzyżem Komandorskim z Gwiazdą Orderu Zasługi Rzeczypospolitej Polskiej (2009).